# Nikkaluokta

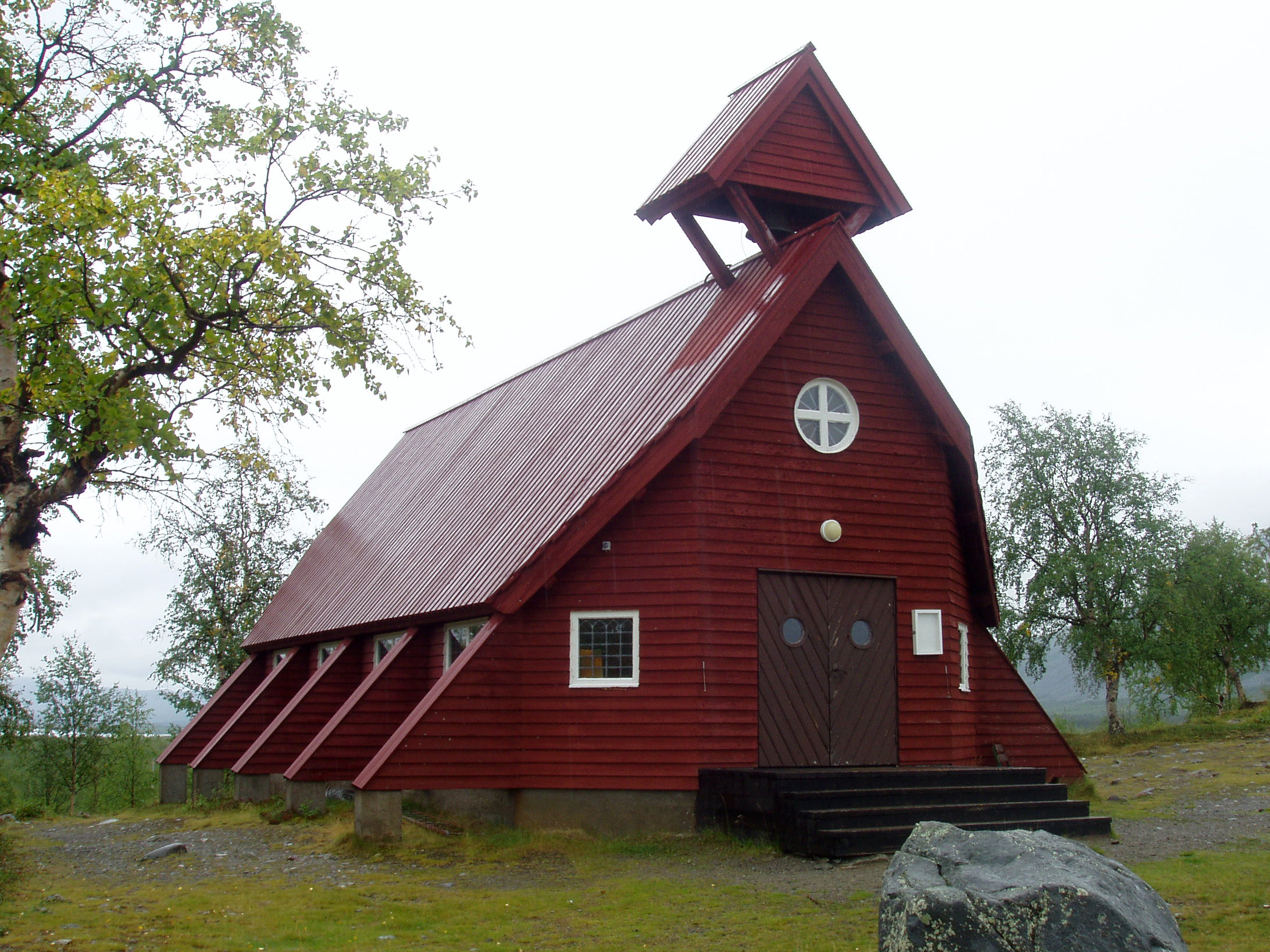
Kaplica w Nikkaluokcie

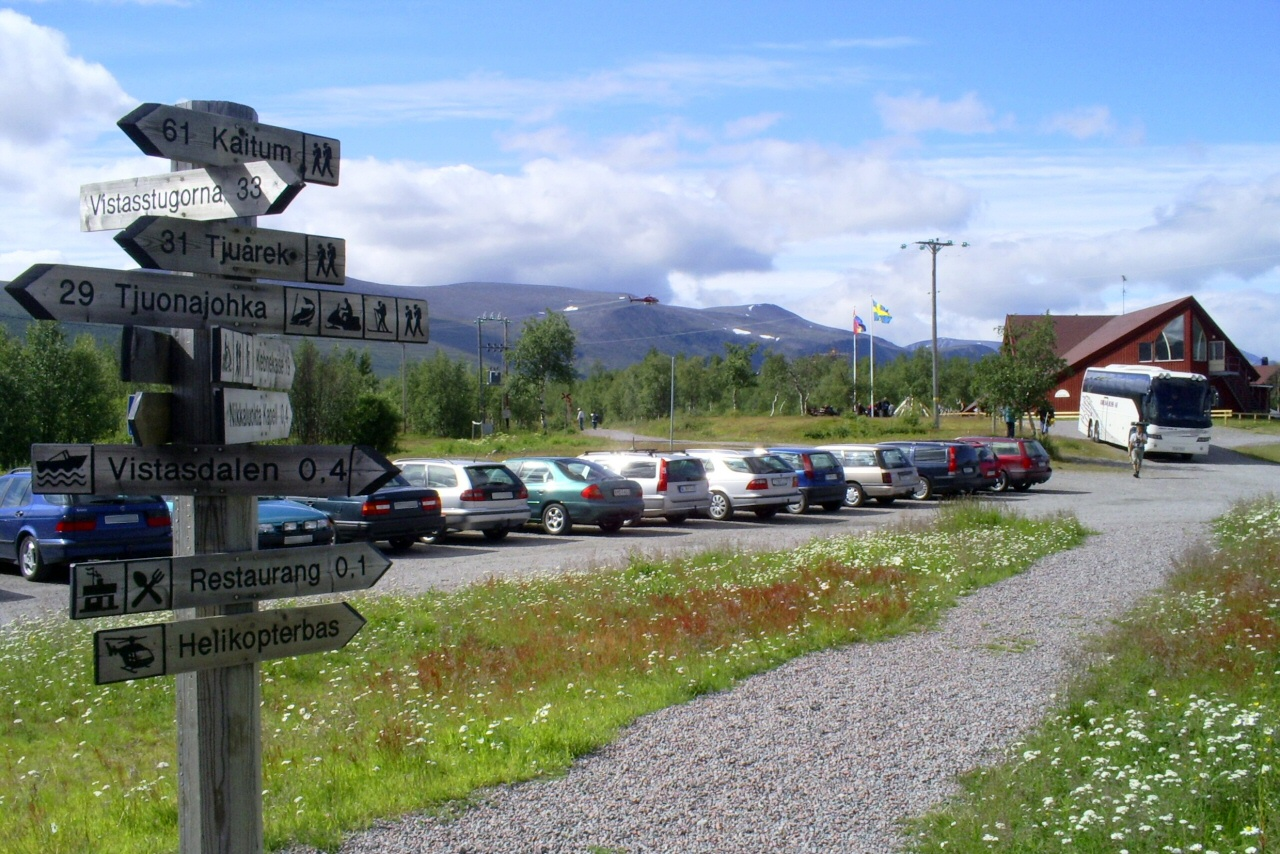
Parking i hotel w Nikkaluokcie

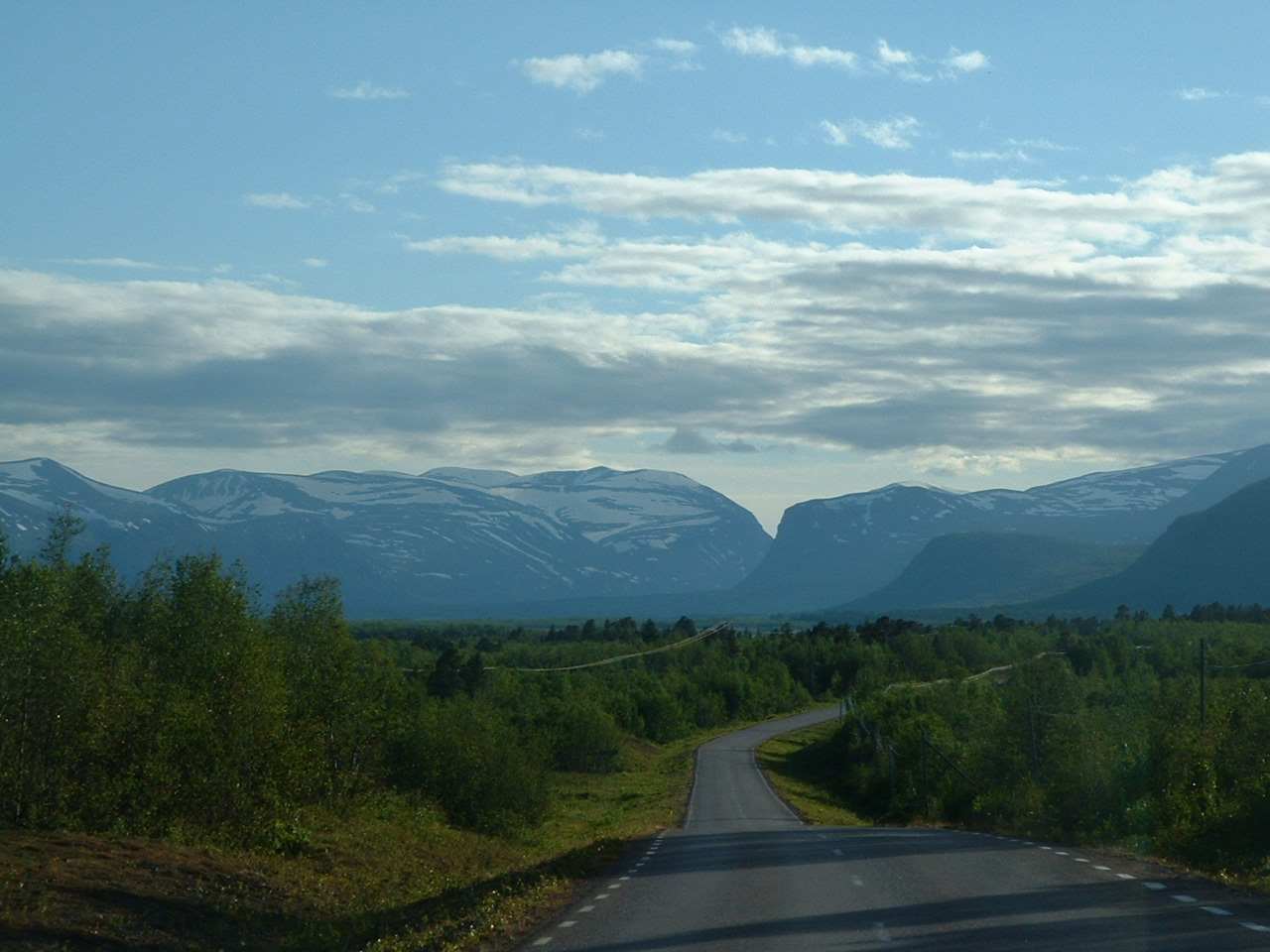
Droga do Nikkaluokty

Nikkaluokta (daw. Nikkolahti) – miejscowość w północnej Szwecji, w Laponii. Leży w gminie Gällivare, w regionie Norrbotten i jest zamieszkiwana przez około 10 rodzin.
Wieś powstała około 1911 roku, po zasiedleniu się tu czterech rodzin: Sarri, Haugli, Rikko i Inga. Nikkaluokta ma peryferyjne położenie, z dala od ośrodków miejskich, na pograniczu zasięgu dwóch wsi lapońskich, Laevas i Girjas. Odległość do siedziby gminy, Gällivare, wynosi aż 187 km, choć bliżej jest do Kiruny, 66 km (do lotniska w Kirunie 75 km). Wieś jest końcową miejscowością na drodze górskiej. Tu ma swoje źródło rzeka Kalixälven.
Nikkaluokta jest miejscem wypadowym w masyw Kebnekaise, najwyższej góry Szwecji. Wędrówka szlakiem turystcznym Kungsleden z Nikkaluokty do schroniska górskiego u stóp Kebnekaise (19 km) zajmuje około 4-5 godzin; przelot śmigłowcem trwa około 6 minut. Turystyka stanowi główną gospodarkę wsi, głównie wędkarstwo i trekking. Organizowane są wyprawy końmi lub łodziami po jeziorach a także spotkania z Lapończykami. We wsi znajduje się hotel, kaplica oraz lądowisko dla helikopterów.
Poza turystyką, innymi źródłami dochodów mieszkańców są hodowla reniferów, sztuka tradycyjna (rzeźba) i transport.